# Robert Bédard (tennista)
Robert Bédard (Saint-Hyacinthe, 13 settembre 1931) è un ex tennista canadese.
Per un decennio, dal 1955 al 1965, è stato il miglior tennista canadese. A livello internazionale, la sua miglior annata fu il 1957, quando arrivò ai quarti di finale degli Internazionali d'Italia, al terzo turno degli Internazionali di Francia e al terzo turno del Torneo di Wimbledon.
Nel 1996 è stato inserito nella Canada Sports Hall of Fame, la hall of fame dello sport canadese.